# 12079 Кайбаб
12079 Кайбаб (12079 Kaibab) — астероїд головного поясу, відкритий 22 березня 1998 року.
Тіссеранів параметр щодо Юпітера — 3,496.